# 八幡市立八幡第四小学校
八幡市立八幡第四小学校（やわたしりつ やわただいよんしょうがっこう）は、京都府八幡市男山松里にあった公立小学校。

## 概要
1970年代の人口増加に伴い八幡市立八幡第二小学校から分離・新設された。地域では「四小」（よんしょう）と親しまれ、児童数は1985年に最大の1849人に達した。
しかし、近年の少子高齢化の影響により、2010年に八幡第二小学校と再度統合された。統合における新設校は八幡市立くすのき小学校と名付けられ、旧八幡第二小学校の校地に新設された。2011年1月現在校舎等は現存するが、今後の活用方法は未定である（廃校後も「ふるさと学習館」は引き続き使用され、選挙の際には第20投票所として機能している）。

## 沿革
- 1977年（昭和52年）
  - 4月1日 - 八幡町立八幡第二小学校から八幡町立八幡第四小学校が分離・新設され開校
  - 11月1日 - 綴喜郡八幡町の市制施行に伴い八幡市立八幡第四小学校となる
- 1979年（昭和54年） - 南校舎を新築
- 1981年（昭和56年）
  - 3月 - 普通教室6教室を南校舎西側に増築[2]
  - 米飯給食開始
- 1987年（昭和62年）
  - 4月1日 - 八幡市立南山小学校が校内に開校
  - 9月1日 - 南山小学校を新校舎・校地に移転
- 1998年（平成10年）10月12日 - 空教室に「ふるさと学習館」開館
- 1999年（平成11年） - コンピューター教室を設置
- 2000年（平成12年） - 米飯給食の自校炊飯を開始
- 2001年（平成13年） - 校舎を改築
- 2006年（平成18年）
  - 2月1日 - 玄関をオートロック化[3]
  - 4月1日 - 2学期制導入
- 2010年（平成22年）3月31日 - 閉校

## 統合に関する名称決定
統合における新設校の名称については、市民や児童から募集し「くすのき小学校」「男山くすのき小学校」「わかたけ小学校」の3案に絞られた。2009年5月11日の教育委員会にて、3案から「くすのき小学校」に決定し、2009年6月26日の市議会本会議において可決された。

## 周辺施設
- 京都府立京都八幡高等学校北キャンパス

## 交通アクセス
- 鉄道利用
  - 京阪本線 樟葉駅下車
- バス利用
  - 京阪バス「弓岡」下車